# Coryphantha calipensis
Coryphantha calipensis (укр. Коріфанта каліпанська, Коріфанта каліпензіс) — сукулентна рослина з роду коріфанта (Coryphantha) родини кактусових (Cactaceae).

## Етимологія
Видова назва дана на честь містечка Каліпан у штаті Пуебла, поблизу якого ця рослина вперше була знайдена.

## Ареал і екологія
Coryphantha calipensis є ендемічною рослиною Мексики. Ареал розташований у штаті Пуебла, поблизу населених пунктів Каліпан і Теуакан на висоті близько 2000 метрів над рівнем моря. Зростає у передгір'ях та хребтах на гравії, алювіальній місцевості часто на вапняках.

## Морфологічний опис
| Орган              | Опис |
| ------------------ | --- |
| Тіло               | округле, кущиться, від сіро- до оливково-зеленого кольору, нагадує соснову шишку, 9 см заввишки, 5-8 см в діаметрі.                                                                                                   |
| Коріння            | |
| Стебло             | |
| Епідерміс          | |
| Верхівка           | досить опушена. |
| Ареоли             | круглі, 2 мм в діаметрі, білі. |
| Аксили             | неясні, шерстисті. |
| Соски              | розташовані черепицеподібно, великі, вигнуті вгору, 3 см завдовжки і завширшки, біля основи ромбічні. |
| Центральні колючки | 1, іноді 3-4, трохи більші ніж радіальні колючки, 1,5 см завдовжки, злегка зігнуті, знизу жовті, зверху чорно-коричневі, пізніше сірі з жовтуватим кінцем, відігнуті вгору, біля основи майже чорні, кінці жовтуваті. |
| Радіальні колючки  | 10-18, 1 -1,5 см завдовжки, прямі, голчасті, білуваті. |
| Квіти              | 5,5 см завдовжки, близько 6 см в діаметрі, жовті. |
| Бутони             | |
| Зовнішні пелюстки  | зовні зеленувато-коричневі, всередині жовтуваті з червоно-коричневою середньою лінією. |
| Внутрішні пелюстки | вузькі, цільно-каймисті, зверху зазубрені, жовті. |
| Тичинки            | червонуваті, з жовтувато-білими пильовиками. |
| Рильця             | 8, світлі, жовтувато-зелені. |
| Маточка            | кремово-жовта. |
| Плоди              | зелені. |
| Насіння            | |

## Схожі види

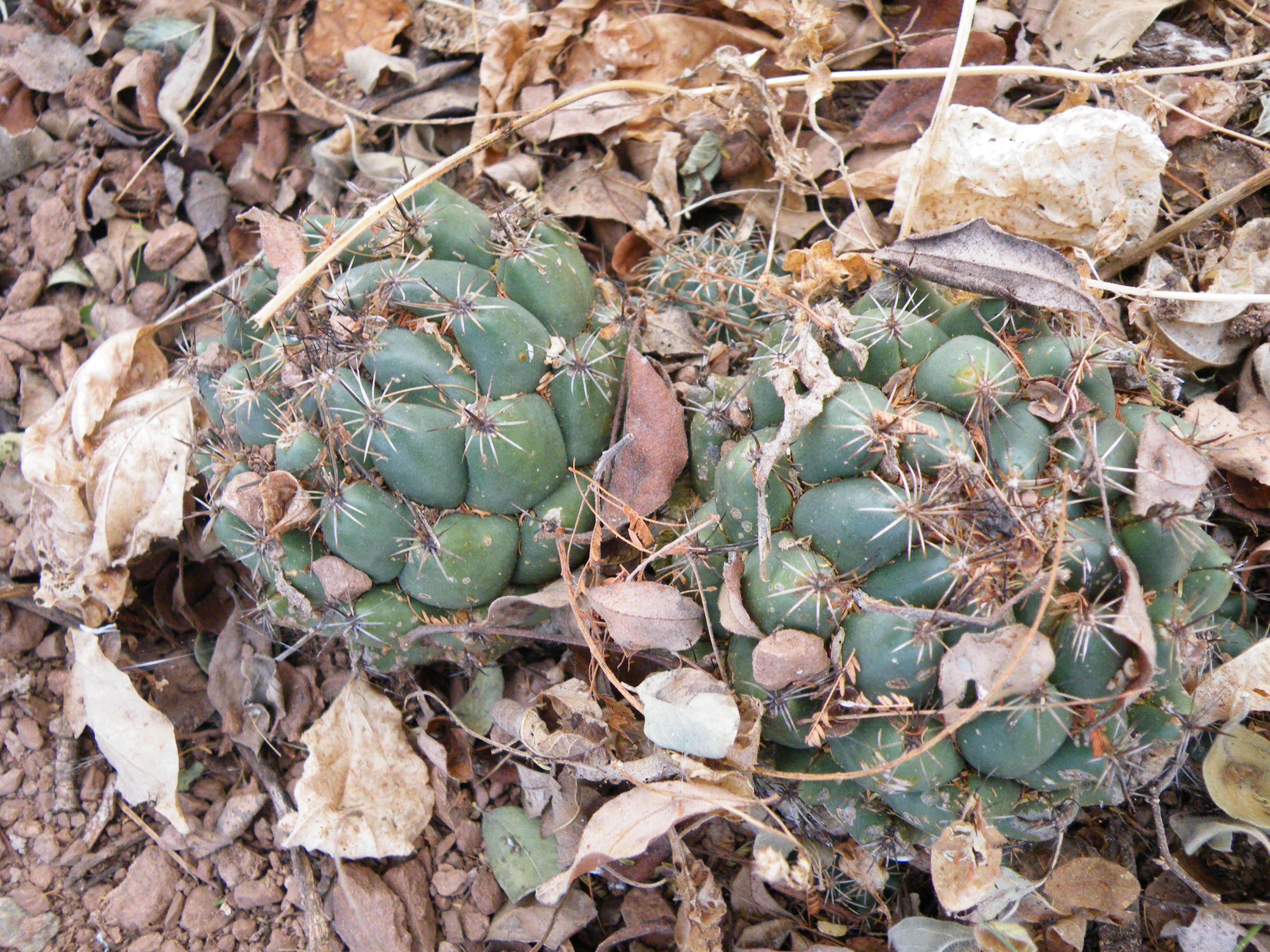
Coryphantha calipensis у природному середовищі

Coryphantha calipensis схожа на Coryphantha cornifera, від якої відрізняється меншою кулястістю, більш конічною формою, положенням і формою сосків, світлішими і численнішими колючками.

## Чисельність, охоронний статус та заходи по збереженню
Охороняється Конвенцією про міжнародну торгівлю видами дикої фауни і флори, що перебувають під загрозою зникнення (CITES).

## Систематика
У низці джерел, зокрема на сайті спільного інтернет-проекту Королівських ботанічних садів у К'ю і Міссурійського ботанічного саду «The Plant List» Coryphantha calipensis розглядається як синонім Coryphantha pallida subsp. calipensis (Bravo ex Arias, U.Guzmán & S.Gama) R.F.Dicht & A.D.Lüthy. Прийнятий як окремий вид Едвардом Фредеріком Андерсоном  — членом Робочої групи Міжнародної організації з вивчення сукулентних рослин (IOS), колишнім її президентом у його фундаментальній монографії з родини кактусових «The Cactus Family».